# Melisses
Melisses (грец. Μέλισσες) — грецький поп-рок-гурт.

## Кар'єра
Гурт Melisses створений у травні 2008 року. У 2010 році Melisses взяли участь у грецькому національному відборі на пісенний конкурс Євробачення. Незабаром після цього вийшов перший альбом гурту «Mystiko», а гурт виборов нагороду Mad Video Music Awards в номінації Найкращий артист новачок.
У вересні 2011 року вийшов другий альбом «Άκου», до якого увійшло 11 нових пісень, включаючи хіт літа з Іві Адаму «Κράτα τα μάτια σου κλειστά» (укр. Тримайте очі закритими). Альбом мав великий успіх і швидко став золотим. На початку 2012 року Melisses записали новий сингл «O, τι Άφηνες Μισό», режисер Алекс Константінідіс зняв кліп на цю пісню.
У травні 2012 року гурт було висунуто на здобуття премії в п'яти номінаціях Mad Video Music Awards 2012, а саме: Найкращий рок відео-кліп, Найкращий гурт, Артист року, Співробітництво («Κράτα τα μάτια σου κλειστά» з Іві Адаму), Mad radio 106.2 Track року. . Зрештою гурт здобув нагороду в номінації Найкращий відеокліп — рок за кліп на пісню «Σαν Σκιά».
5 червня 2012 року завершилися зйомки відеокліпу на пісню «Πίκι Πίκι!» з альбому «Άκου». Режисер Алекс Константінідіс зняв кліп з використанням багатьох  спеціальних ефектів і великою дозою гумору . Взимку 2012 — 2013 року гурт виступає в шоу  Сакіса Руваса на сцені Diogenis Studio. З 23 серпня гурт виступає на сцені Θέα live (Thea Live) разом з  Яннісом Плутархосом і  Нікосом Ікономопулосом . 7 листопада 2013 року під ліцензією Cobalt Music вийшов третій альбом гурту «Η Μόνη Επιλογή». До альбому увійшли 10 пісень. Авторами музики і текстів всіх пісень альбому є Melisses. До альбому увійшла пісня «Έλεγες», яку було презентовано в березні 2013 року. «Έλεγες» стала великим хітом (на момент виходу альбому налічувала понад 7,5 мільйонів переглядів на YouTube). Титульна пісня альбому «Η μόνη επιλογή», яка є продовженням «Έλεγες», була представлена 23 вересня на YouTube. Пісня одразу ж знайшла популярність у слухачів і за даними MediaInspector піднялася на першу позицію серед грецьких пісень у Greece Airplay Top 100. Серед нових пісень альбому пісня «Αν Βρεθούμε Σε Ένα Παραμύθι», яка була записана в дуеті зі Stan, а також англомовна пісня «I Won't Give Up» за участю Courtney Parker.

## Склад
- Кріс Масторас — вокал
- Танос Летсас — гітара
- Костас Маврогеніс — бас-гітара
- Пантеліс Кірамаргіос — клавішник
- Якоб Сабсакіс — барабани

## Дискографія
- 2010 — Mystiko
- 2011 — Krata ta matia su kleista (сингл)
- 2011 — Akou
- 2013 — I Moni Epilogi

## Нагороди
- 2013 на 10 церемонії нагородження премії Mad Video Music Awards Melisses отримали нагороду як Найкращий гурт року[14].
- 2014 Mad Video Music Awards: Найкращий гурт; премія за найкращий відеокліп — поп-рок (Η Μόνη Επιλογή)[15]
- 2015 Mad Video Music Awards: Найкращий відеокліп — поп-рок (Ένα) та премія Найкраща пісня року (Ένα)[16]
- 2016 Mad Video Music Awards: Найкращий гурт[17]; у 2017 і 2018 роках Melisses також одержують перемогу у номінації Найкращий гурт[18].